# Karangkendal (Kapetakan)
Karangkendal is een bestuurslaag in het regentschap Cirebon van de provincie West-Java, Indonesië. Karangkendal telt 7100 inwoners (volkstelling 2010).